# Hannah Cooke
Hannah Cooke (* 1986 in München) ist eine zeitgenössische deutsche Künstlerin. Sie lebt und arbeitet in Karlsruhe.

## Biografie
Hannah Cooke studierte von 2008 bis 2016 an der Staatlichen Hochschule für Gestaltung Karlsruhe (HfG Karlsruhe) bei Anna Jermolaewa, Vadim Fishkin, Elger Esser, Michael Clegg und Armin Linke Medienkunst. 2011 studierte sie mit Erasmus Artistic Research an der Universität von Amsterdam.
Während ihres Studiums an der HfG Karlsruhe gründete sie gemeinsam mit ihren Kommilitoninnen das feministische Arbeitskollektiv FAK. Mit zahlreichen Aktionen setzte sich das Kollektiv für Chancengleichheit und feministische Themen an der Hochschule ein. 2013 erhielt das Kollektiv das Stipendium der Fördergesellschaft ZKM/HfG für ihre hochschulpolitische Arbeit und konnte somit in den folgenden Jahren weitere Veranstaltungen umsetzten. Im Rahmen der Hochschulpublikation Munitionsfabrik veröffentlichte FAK 2015 das Magazin Body of Work rund um die Themen Feminismus, Körper und Arbeit.
In Zusammenarbeit mit Carmen Donet García entstanden von 2013 bis 2015 zahlreiche Arbeiten, die sich kritisch mit dem Ranking von Künstlern und Künstlerinnen, sowie der High Society der Kunstwelt auseinandersetzen. Im Fokus der multimedialen Arbeiten stand die Liste Power100 des ArtReview Magazins. Für die installative und performative Arbeit Bruised Egos and Big Heads erhielten sie 2015 den 2. Platz beim Bundeswettbewerb Kunststudentinnen und Kunststudenten in der Bundeskunsthalle Bonn.
Die Geburt ihrer Tochter Ada im Jahr 2018 bildete die Ausgangslage für die zwei Videoarbeiten Ada vs. Emin und Ada vs. Abramović. Der öffentliche Diskurs, der durch die Arbeiten ausgelöst wurde, verlieh Cookes Werk eine größere Öffentlichkeit. Ihre Arbeiten wurden daraufhin Teil zahlreicher Ausstellungen, die sich den Themen Mutterschaft und Kunst widmeten. In den zwei Zeitlupen-Videos reflektiert sie kritisch die Rezeption und Vorurteile, denen Künstlerinnen im Kunstbetrieb ausgesetzt sind, sobald sie Mütter werden.
An der Cité Internationale des Arts in Paris gründete sich 2019 das Kollektiv You open a Box. Die Mitglieder Gin Bahc, Claudia Barcheri, Hannah Cooke, Immo Eyser, Pablo Garretón, HyunJin Kim, Philipp Lange, Dominik Rinnhofer, Jakub Šimčik, Katinka Theis und Lukas Zerbst veranstalteten regelmäßige Treffen, woraus die Performance Circle of Influence entstand. Über einen Livestream war am 5. April aus dem Hinterhof der Cité internationale des arts Paris die Entstehung einer Raumzeichnung aus sieben Kreisen zu beobachten. Die Durchmesser der Kreise orientierten sich an den Abstandsregelungen der Gesundheitsbehörden im Zuge der ersten nationalen COVID-19-Quarantäne in Paris.
Von 2020 bis 2022 unterrichtete Cooke als Dozentin an der Macromedia University of Applied Sciences Stuttgart.

## Werk
In ihren Arbeiten untersucht Hannah Cooke gesellschaftliche Schieflagen sowie Leerstellen im Kunst- und Kulturbetrieb, als auch im gesellschaftlichen Alltag von Frauen. Cooke bedient sich für die Umsetzung ihrer Werke unterschiedlichster Medien, unter anderem Fotografie, Video, Performance, Installation, ebenso wie verschiedener bildhauerischer Elemente. Mit ihrer Arbeit Ada vs. Emin reflektiert Hannah Cooke ihre Rolle als Künstlerin und Mutter innerhalb des Kunstbetriebs. So inszenierte sie 2018 die berühmte Performance von Abramović The Artist Is Present im Studio neu, indem sie sich mit ihrem Baby an den großen Tisch setzte und einem täuschend echten Abramović Double gegenüber saß. Auch das legendäre zerwühlte Bett von Tracey Emin, das ein wildes Sex- und Singleleben symbolisiert, baute Cooke nach und überführte es in ein Filmstudio, mit sich darin als junge Mutter, ihre Tochter stillend.

## Auszeichnungen und Stipendien (Auswahl)
- 2022 Stipendium Neustart Kultur, Stiftung Kunstfonds[8]
- 2022 MO Kunstpreis[9]
- 2018 Mother Art Prize (short list)[10]
- 2019/20 Residenz Stipendium an der Cité Internationale des Arts in Paris[11]
- 2015 2. Platz Bundeswettbewerb Kunststudentinnen und Kunststudenten stellen aus[12]

## Ausstellungen (Auswahl)
- 2023 How to face Picasso, Kunstverein Heidenheim, Heidenheim an der Brenz
- 2023 Point of View, Städtische Galerie Fruchthalle, Rastatt[13]
- 2022 MO Kunstpreis, Museum Ostwall Dortmund (Soloausstellung)
- 2021 Regionale 22, Accélérateur de particules, Strasbourg[14]
- 2021 How to access art, Städtische Galerie Villingen-Schwenningen[15]
- 2022 London Short Film Festival (Screening)[16]
- 2019 Mother Art Prize, Mimosa House London[17]
- 2017 Perceiving the non human I, Parkhaus im Malkasten Park, Düsseldorf[18]
- 2016 Beyond Festival, ZKM/HfG Karlsruhe[19]
- 2015 31.2 laufende Meter, Badischer Kunstverein[20]
- 2014 Regionale 15, L6, Freiburg[21]
- 2013 Regionale 13, Kunstverein Freiburg[22]
- 2013 Means To An End, Staatliche Kunsthalle Baden-Baden (Cité)[23]
- 2012 Déjà-vu? Die Kunst der Wiederholung von Dürer bis YouTube, Staatliche Kunsthalle Karlsruhe
- 2011 Confess giddiness, Galerie Anna Klinkhammer, Düsseldorf[24]
- 2010 Omas Konfitüre, Freies Museum Berlin[25]

## Publikationen
- Déjà-vu? Die Kunst der Wiederholung von Dürer bis YouTube, Ausstellungskatalog, Staatliche Kunsthalle Karlsruhe, 2012.[26]
- Mother Art Prize, Ausstellungskatalog, Procreate Project, London, 2018.[27]
- Antje Stahl, Das Kinderlos, in: Republik Magazin, 20. November 2021, online.
- Interview Der Kunstbetrieb muss elternfreundlicher werden, Monopol Magazin, 3. April 2021.
- Larissa Kikol, Das letzte Tabu. Alle sollen leben, wie sie wollen, das ist das Mantra des Kunstbetriebs. Nur vor einem werden schon Studentinnen gewarnt: Vor einer Schwangerschaft. Warum es Mütter in der Kunst besonders schwer haben, in: Die ZEIT, Nr. 19, 5. Mai 2022, S. 53, online.
- Larissa Kikol, Artistes et mères. Longtemps, on a déconseillé aux femmes de fonder une famille si elles voulaient mener une carrière artistique. La donne commence à changer, in: Courrier international, no. 1648 du 2 au 8 juin 2022, online.